# Sportclub Enschede in het seizoen 1960/61
Het seizoen 1960/1961 was het zevende jaar in het bestaan van de Enschedese betaaldvoetbalclub Sportclub Enschede. De club kwam uit in de Eredivisie en eindigde daarin op de 12e plaats. Tevens deed de club mee aan het toernooi om de KNVB Beker, hierin werd het team in de groepsfase uitgeschakeld.

## Wedstrijdstatistieken

### Eredivisie
|       | ADO   | Ajax  | Alkmaar '54 | DOS   | DWS/A | Elinkwijk | Feijenoord | Fortuna '54 | GVAV  | MVV   | NAC   | NOAD  | PSV   | Rapid JC | Sparta | VVV   | Willem II |
| ----- | ----- | ----- | ----------- | ----- | ----- | --------- | ---------- | ----------- | ----- | ----- | ----- | ----- | ----- | -------- | ------ | ----- | --------- |
| Thuis | 2 – 5 | 2 – 5 | 2 – 2       | 3 – 2 | 2 – 2 | 2 – 0     | 0 – 2      | 3 – 0       | 0 – 1 | 1 – 0 | 6 – 2 | 3 – 0 | 2 – 4 | 0 – 2    | 2 – 5  | 0 – 1 | 3 – 2     |
| Uit   | 3 – 2 | 1 – 1 | 2 – 1       | 1 – 2 | 0 – 0 | 2 – 1     | 4 – 0      | 2 – 2       | 1 – 2 | 1 – 0 | 5 – 1 | 1 – 1 | 3 – 1 | 1 – 2    | 0 – 2  | 1 – 0 | 0 – 1     |

### KNVB Beker
| Groepsfase                                       | Sportclub Enschede                                                             | 9 – 2 (3 – 0) | Rigtersbleek                         |
| 14 augustus 1960 Plaats: Enschede Het Diekman    | Pierre Kerkhoffs 11', 35', 53', 66', –', –' Gerrit Voges 28', 54' Joop Janssen |               | 67', –' (pen.) Frans Olde Riekerink  |
| Groepsfase                                       | Enschedese Boys                                                                | 2 – 0 (0 – 0) | Sportclub Enschede                   |
| 17 augustus 1960 Plaats: Enschede Heekpark       | Abe Lenstra 65' Koen Weijdijk 78'                                              |               |                                      |
| Groepsfase                                       | Sportclub Enschede                                                             | 1 – 3 (1 – 1) | Tubantia                             |
| 18 september 1960 Plaats: Enschede Het Diekman   | André Hofman 35'                                                               |               | 2', 68' Jan Ruinemans 73' Ton Dekker |
| Groepsfase                                       | Oldenzaal                                                                      | 1 – 1 (1 – 1) | Sportclub Enschede                   |
| 12 februari 1961 Plaats: Oldenzaal Het Heuveltje | Hennie Koopman 8'                                                              |               | 25' (pen.) Arend van der Wel         |

## Statistieken Sportclub Enschede 1960/1961

### Eindstand Sportclub Enschede in de Nederlandse Eredivisie 1960 / 1961
| Stand | Gespeeld | Gewonnen | Gelijk | Verloren | Punten | Doelpunten voor | Doelpunten tegen |
| ----- | -------- | -------- | ------ | -------- | ------ | --------------- | ---------------- |
| 12e   | 34       | 12       | 6      | 16       | 30     | 52              | 63               |

### Topscorers
| #      | Naam              | Goal |
| ------ | ----------------- | ---- |
| 1.     | Helmut Rahn       | 14   |
| 2.     | Pierre Kerkhoffs  | 7    |
| 3.     | Gerrit Voges      | 6    |
| 4.     | Henk Bosveld      | 5    |
| 4.     | Joop Janssen      | 5    |
| 4.     | Arend van der Wel | 5    |
| 7.     | Ben Wiggers       | 4    |
| 8.     | Bertus van Zoeren | 3    |
| 9.     | Gerard Brouwer    | 1    |
| 9.     | Hans van der Hoek | 1    |
| 9.     | Hans Pfeiffer     | 1    |
| Totaal | Totaal            | 52   |

| #      | Naam              | Goal |
| ------ | ----------------- | ---- |
| 1.     | Pierre Kerkhoffs  | 6    |
| 2.     | Gerrit Voges      | 2    |
| 3.     | André Hofman      | 1    |
| 3.     | Joop Janssen      | 1    |
| 3.     | Arend van der Wel | 1    |
| Totaal | Totaal            | 11   |

## Voetnoten
ADO ·
Ajax ·
Alkmaar '54 ·
DOS ·
DWS/A ·
Elinkwijk ·
Sportclub Enschede ·
Feijenoord ·
Fortuna '54 ·
GVAV ·
MVV ·
NAC ·
NOAD ·
PSV ·
Rapid JC ·
Sparta ·
VVV ·
Willem II